# Lajos Erdős
Lajos Erdős es un deportista húngaro que compitió en tenis de mesa adaptado. Ganó una medalla de bronce en los Juegos Paralímpicos de Seúl 1988 en la prueba de equipo (clase TT6).

## Palmarés internacional
| Juegos Paralímpicos | Juegos Paralímpicos  | Juegos Paralímpicos | Juegos Paralímpicos |
| Año                 | Lugar                | Medalla             | Prueba              |
| ------------------- | -------------------- | ------------------- | ------------------- |
| 1988                | Seúl (Corea del Sur) | Medalla de bronce   | Equipo TT6          |